# Jorge Quiñones
Jorge Quiñones (13 de novembro de 1981) é um voleibolista profissional mexicano.

## Carreira
Jorge Quiñones é membro da seleção mexicana de voleibol masculino. Em 2016, representou seu país após 48 anos de ausência do país no voleibol nos Jogos Olímpicos de Verão no Rio de Janeiro, que ficou em 12º lugar.